# Ereveld Loenen
Nationaal Ereveld Loenen is een Nederlandse erebegraafplaats gelegen in Loenen op de Veluwe. Hij werd op 18 oktober 1949 door prinses Wilhelmina officieel geopend. Er liggen bijna 4.000 oorlogsslachtoffers.

## Inrichting

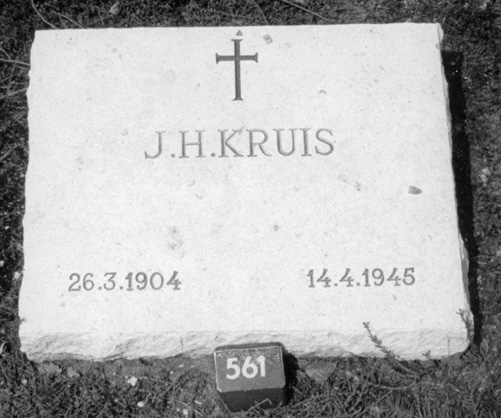
Elk graf heeft een liggende steen...

Het ontwerp van het ereveld is kenmerkend. De graven liggen in rijen langs paden die slingeren door een bosgebied met een totale oppervlakte van 17 hectare. Er zijn geen rechtopstaande stenen of kruisen. Elk graf heeft een liggende witte steen van uniform formaat. 
Centraal op het ereveld staat een kapel. Hierin staat een eikenhouten schrijn met 42 gedenkboeken. In deze boeken staan de namen van circa 125.000 Nederlandse oorlogsslachtoffers waarvan de graflocatie niet bekend of niet aanwijsbaar is. Op deze manier worden deze personen toch herdacht. De beheerder van het ereveld slaat iedere dag een pagina van een boek om. Aan de wand van de kapel hangt een bord met de namen van de Engelandvaarders die zijn omgekomen. Velen van hen stierven onderweg en hebben een zeemansgraf gekregen.
Links van de kapel staat het monument De Vallende man van beeldhouwer Cor van Kralingen. Bij dit monument vindt ieder jaar op 4 mei een kranslegging plaats. 
Op 19 januari 2012 werd op het ereveld een monument onthuld ter nagedachtenis aan KNIL-militairen die op 19 januari 1942 waren omgebracht door Japanse militairen na capitulatie bij de Strijd om Tarakan (1942). Het monument was een initiatief van Wieteke van Dort.
In november 2020 opende koning Willem-Alexander het herdenkings- en educatiecentrum waar bezoekers kunnen kennismaken met zes oorlogsslachtoffers, nabestaanden die vertellen over het leven van hun dierbare. Ook krijgen zeven veteranen aandacht. Zij vertellen over hun ervaringen in oorlogsgebied. 

## Tweede Wereldoorlog
Op het ereveld liggen niet alleen militairen, maar ook veel verzetsstrijders, politieke gevangenen, Engelandvaarders en slachtoffers van gedwongen tewerkstelling (Arbeitseinsatz) in nazi-Duitsland.

#### Arbeitseinsatz
Een aantal maanden na de Nederlandse overgave aan het nazi-Duitsland werd door de Duitse overheid de Arbeitseinsatz ingesteld. Dit had tot gevolg dat in het verloop van de oorlog zo'n 500.000 Nederlandse mannen gedwongen moesten werken voor het Duitse Rijk. Zo'n 29.000 hebben het niet overleefd waarvan een deel werd begraven op het ereveld.

## Afbeeldingen

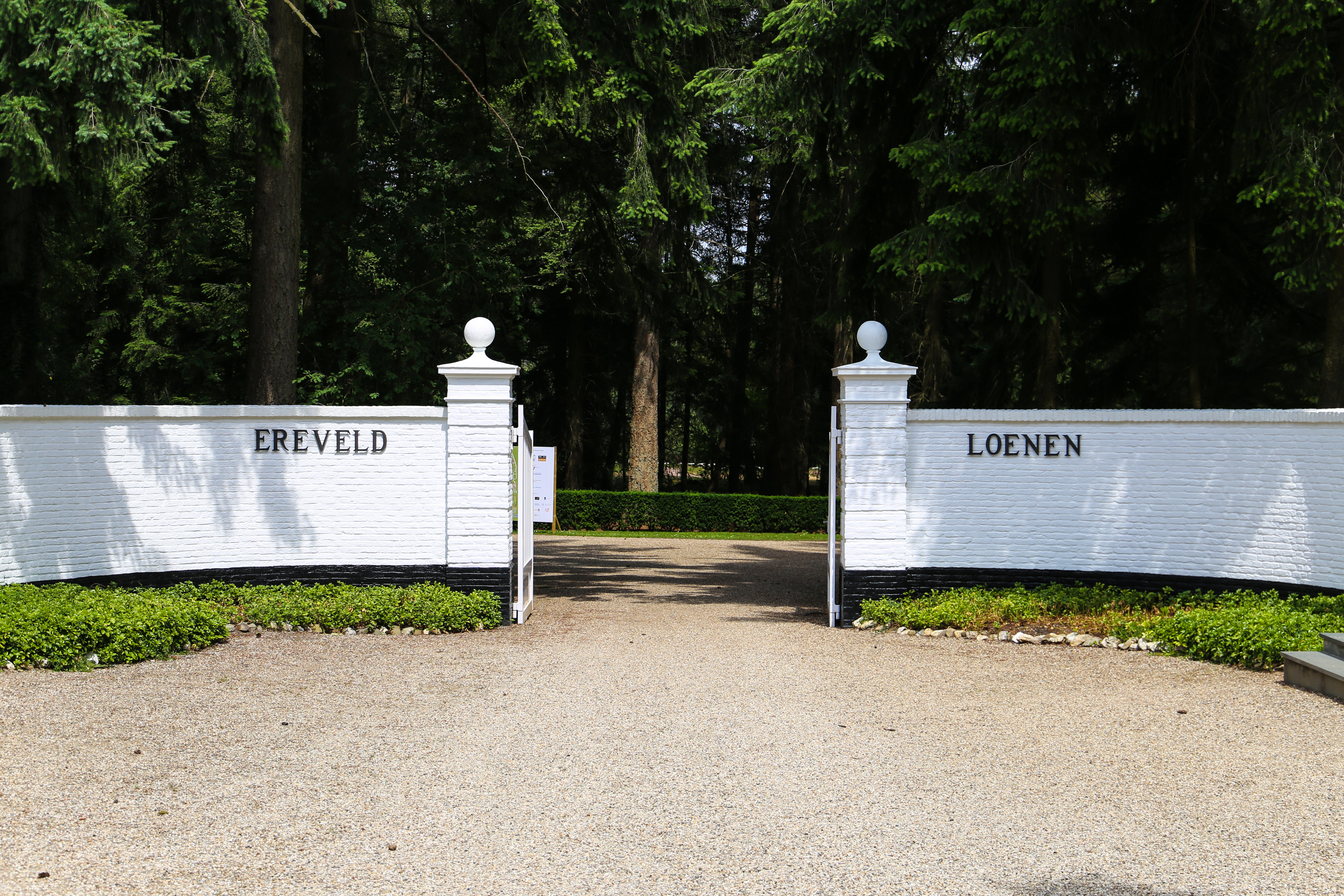
De poort naar het Ereveld
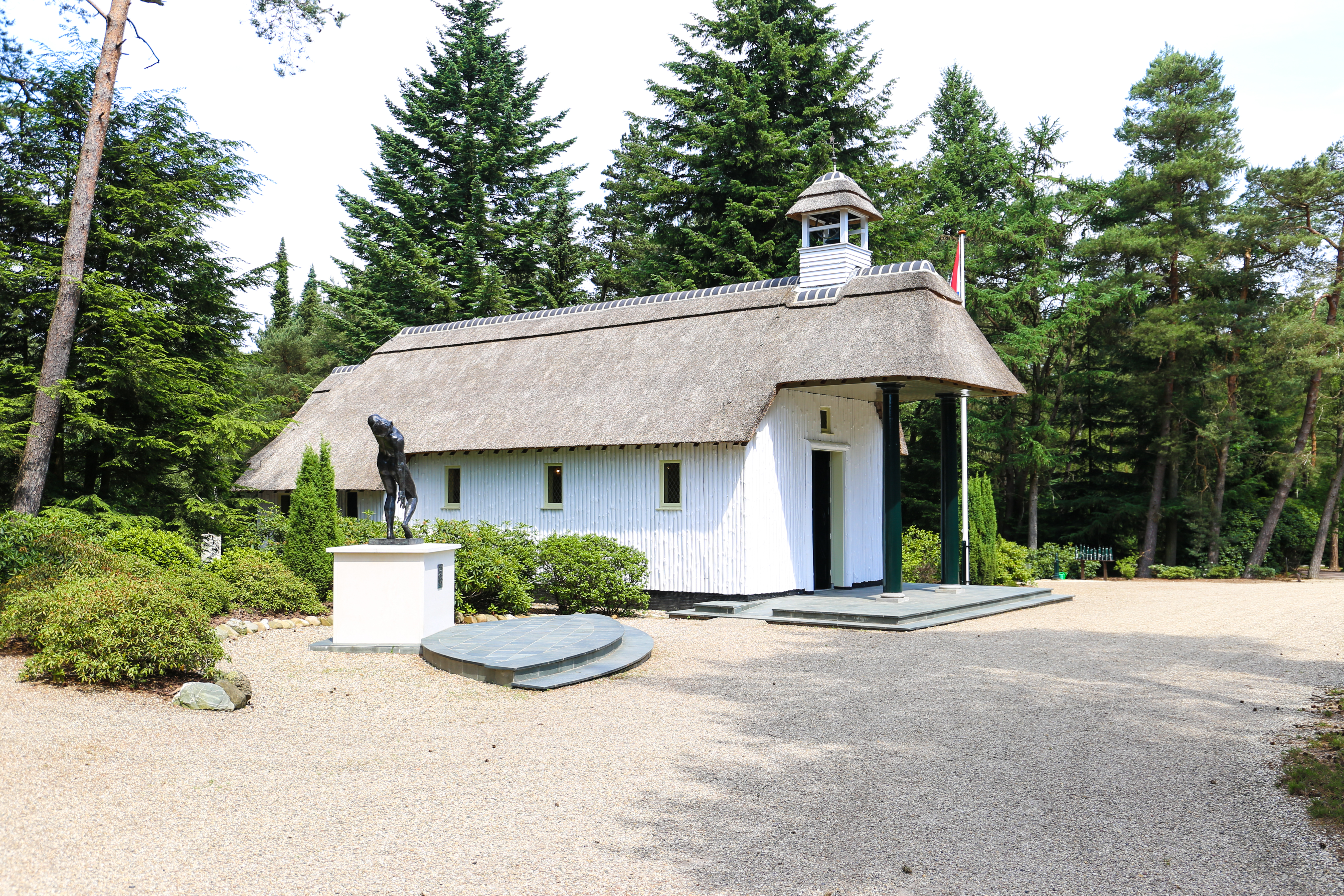
Kapel op het ereveld
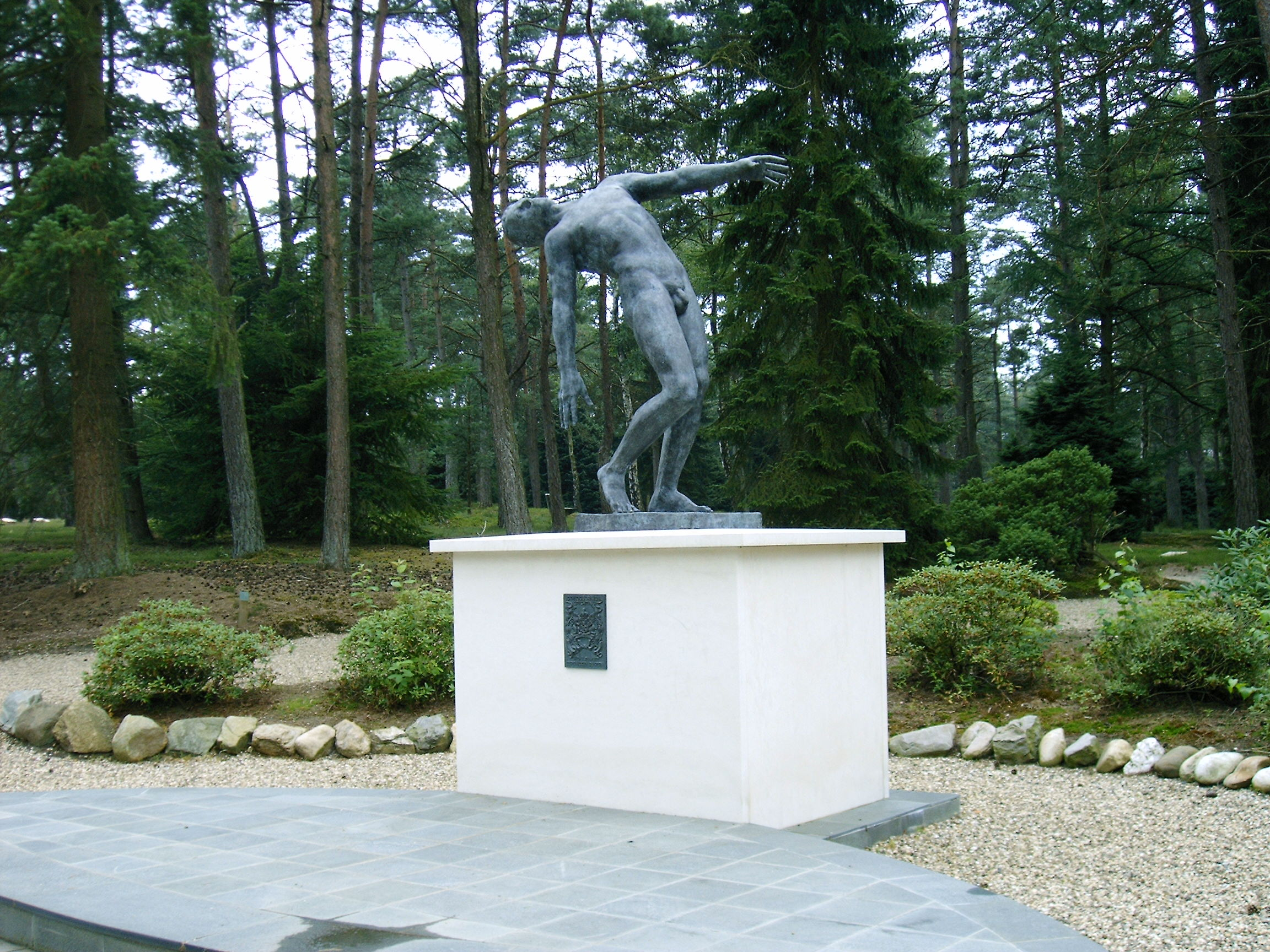
Monument de vallende man
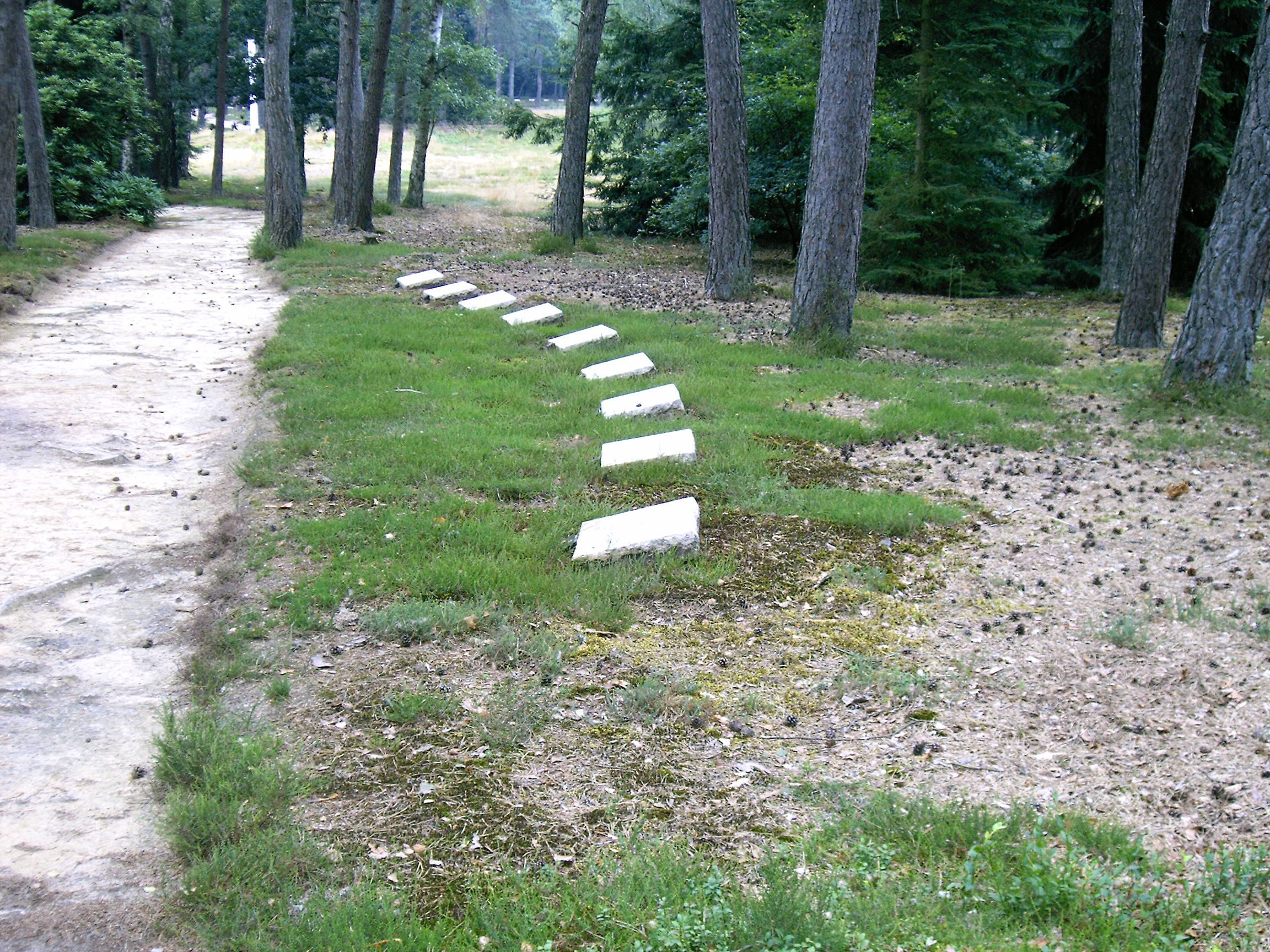
Rij liggende grafstenen
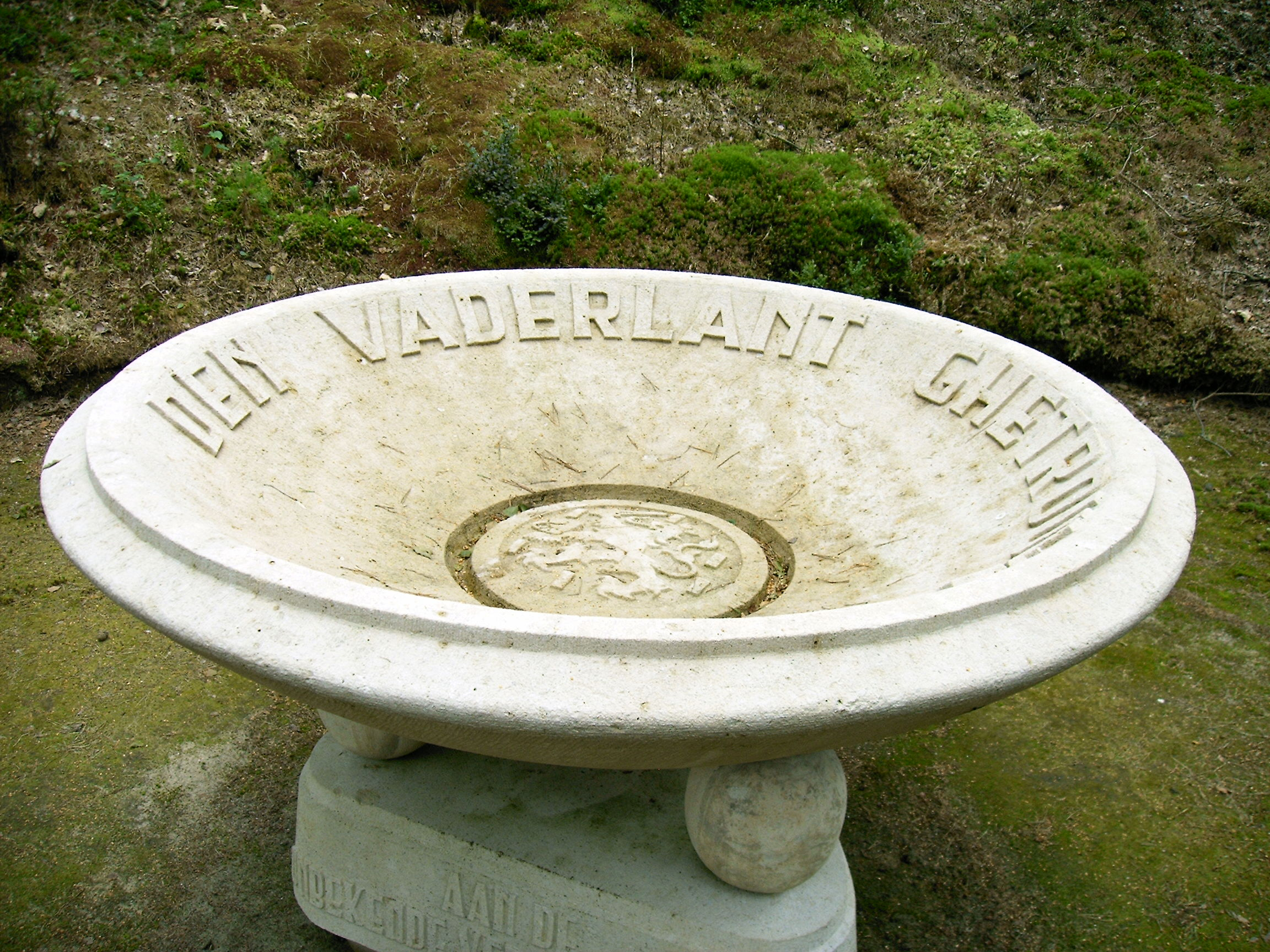
Monument voor de onbekende verzetsman
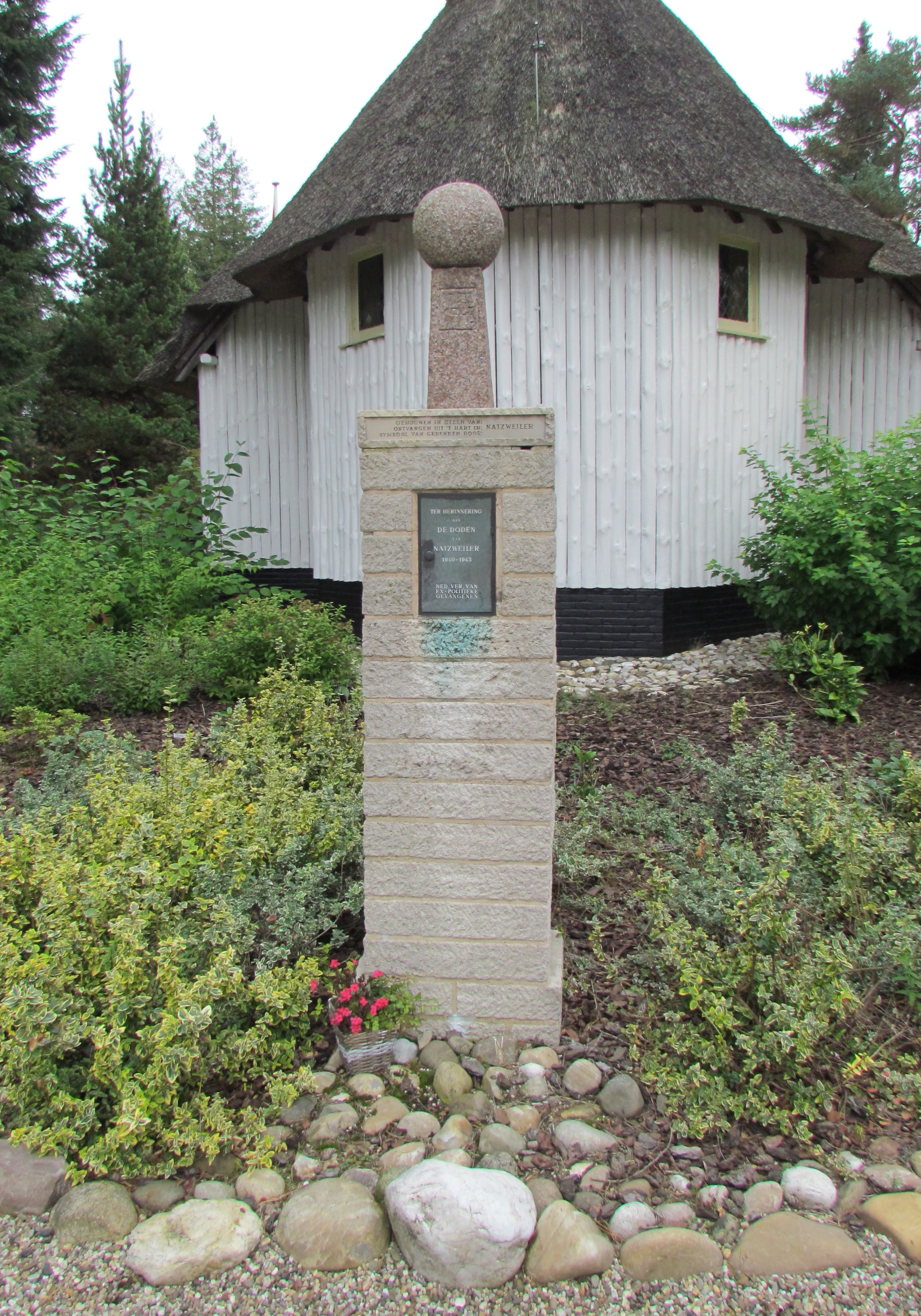
Monument voor de slachtoffers van Natzweiler
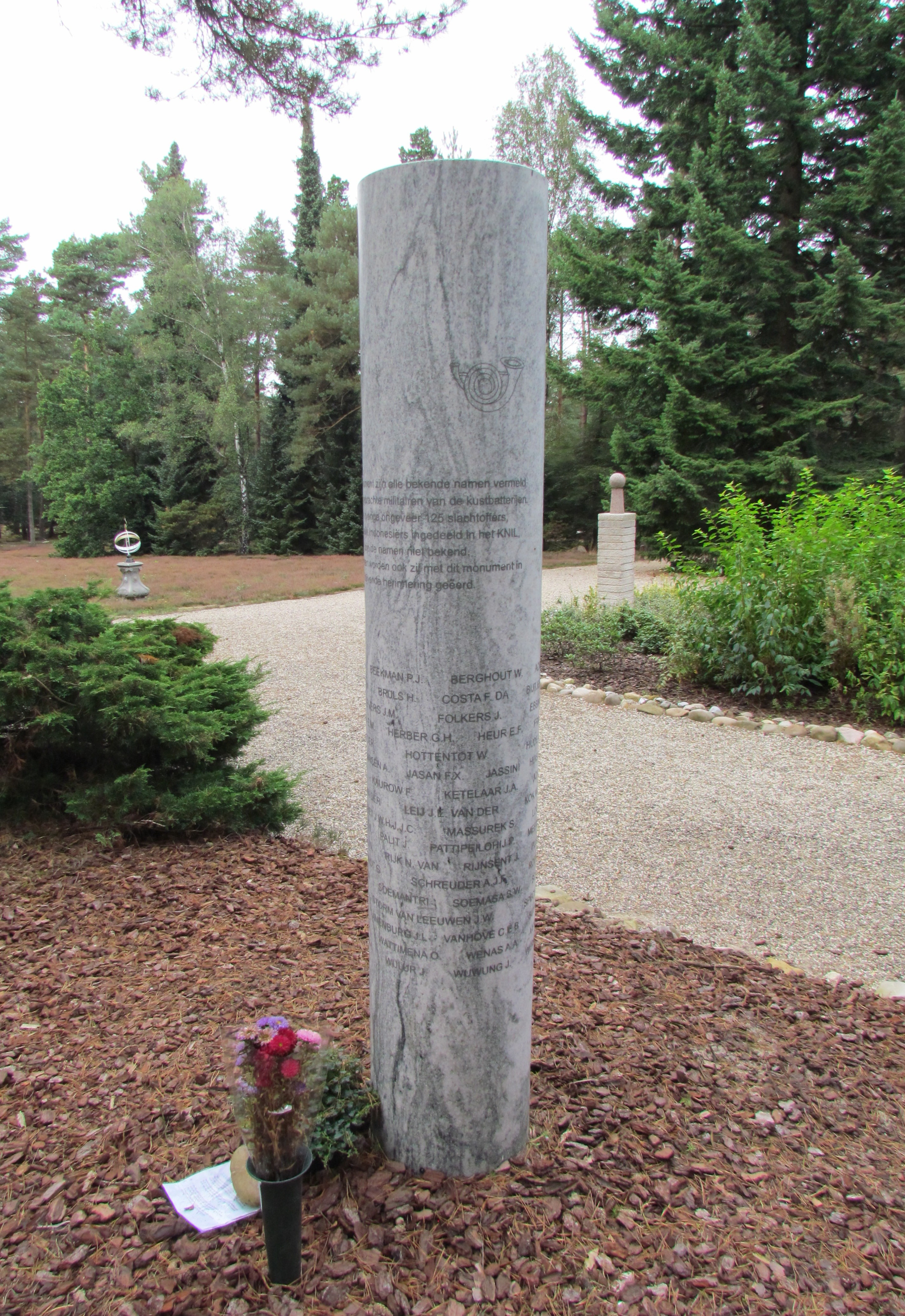
Tarakanmonument
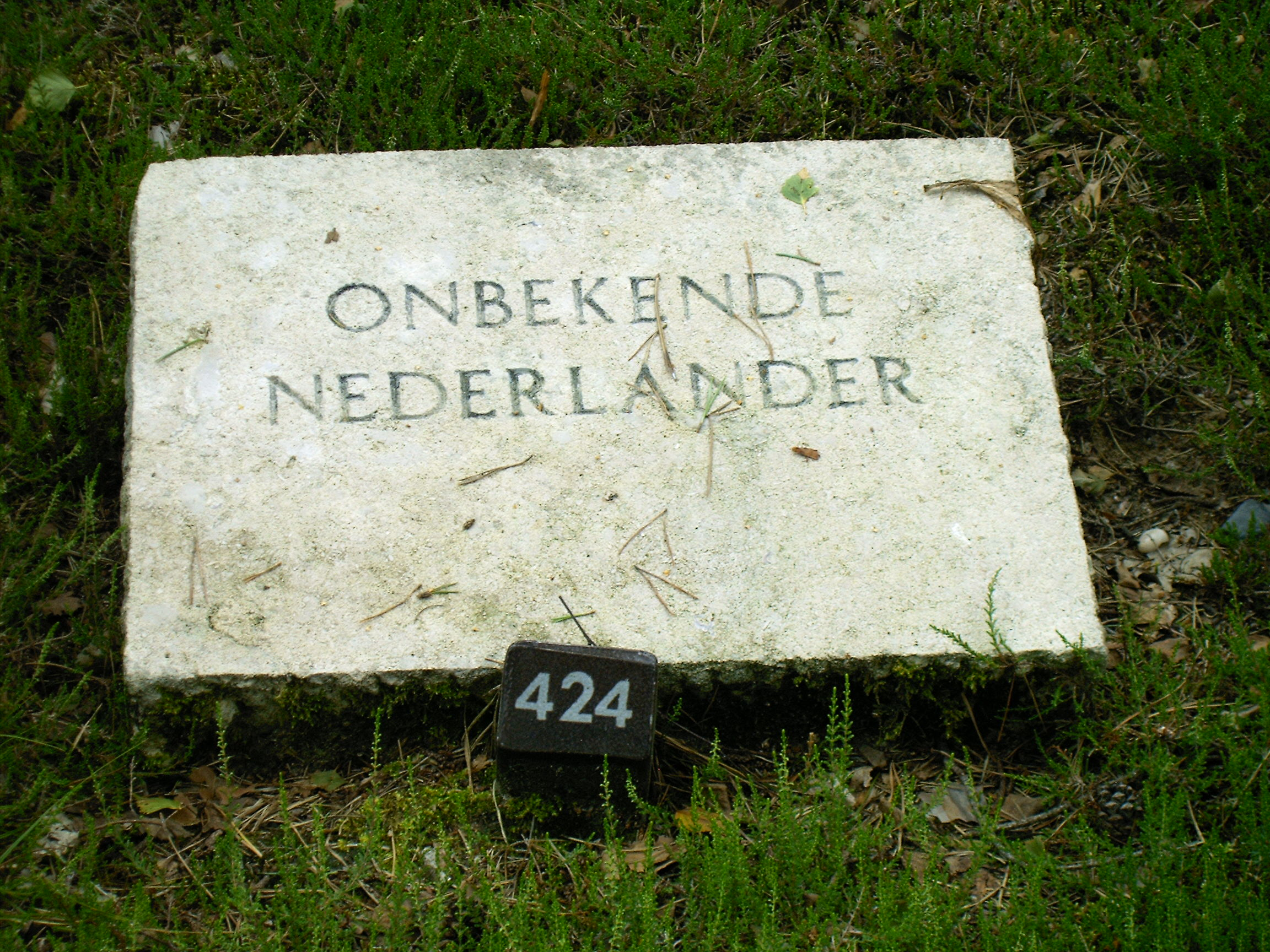
Graf van onbekende Nederlander

## Missies
Sinds de jaren 1980 is het ereveld ook een rustplaats voor militairen die zijn omgekomen tijdens NAVO- en VN-missies. De Nederlandse overheid is bezig om soldaten die in 'vreemde' bodem een veldgraf hebben gekregen te herbegraven op het ereveld.

## Veteranenbegraafplaats
De Nationale Veteranenbegraafplaats Loenen die in 2020 werd geopend is aangelegd naast het ereveld. Op de begraafplaats kunnen militairen worden begraven die de wens te kennen hebben gegeven bij andere veteranen begraven te worden.

## Bekende doden op Ereveld Loenen
- Cornelis Hendrik van Bemmel
- Casper ten Boom
- Ernst Cahn
- Corneille du Corbier
- Karel Gerard
- Frederik Johannes Hoogewooning
- Pieter Hoppen
- Anda Kerkhoven
- Anton de Kom
- Denis Claire Baudouin Mesritz
- Roeli Roelfsema
- Herman Bernard Wiardi Beckman
- René Wirix
- Bastiaan Jan Ader

### Geuzengroep(achttien doden 13 maart 1941)
- Bernardus IJzerdraat
- Dirk Kouwenhoven
- Leendert Langstraat
- Frans Rietveld

### Februaristakers(achttien doden 13 maart 1941)
- Hermanus Coenradi
- Joseph Eijl
- Eduard Hellendoorn

### 117 gefusilleerden naaanslag bij Woeste Hoeve, 8 maart 1945
- Nico Bergsteijn
- Abraham du Bois
- Jan Braams
- Harmen Koopmans
- Herman Leus
- Michiel Ploeger
- Jan Thijssen (Raad van Verzet)

### Task Force Uruzgan
- Timo Smeehuijzen

## Identificaties
In mei 2009 is gestart met DNA-onderzoek betreffende achtentwintig Nederlanders die op de Waalsdorpervlakte zijn gefusilleerd en op het Ereveld niet geïdentificeerd zijn begraven.
- In 2010 kon door DNA-onderzoek het stoffelijk overschot van Gerard Putter worden geïdentificeerd. In februari 2010 werd in het bijzijn van Putters familie een steen op het graf gezet met zijn naam erop.
- In 2015 werd door DNA onderzoek de identiteit van twee Amsterdammerse verzetsstrijders vastgesteld: Douwinus Janse (31) en Karel Walet (28). Tegelijkertijd kon door historisch onderzoek ook de nationaliteit worden vastgesteld van Eliazer Pachter (30), zij werden alle drie op dezelfde dag gefusilleerd.[2][3]

In 2018 is de Bergings-en Identificatiedienst Koninklijke Landmacht (BIDKL) gestart met het ter identificatie opgraven van de laatste 103 onbekende oorlogsslachtoffers op het Ereveld. Het televisieprogramma Andere Tijden gaf hier aandacht aan in de documentaire 'De 103 van Loenen'.
- In 2022 kon zodoende door DNA-onderzoek het stoffelijk overschot van Kees Kreukniet (grafnummer 1397) worden geïdentificeerd.[5]